# Suspenzija (kemija)
U kemiji, suspenzija je heterogeni fluid koji sadrži čvrste čestice koje su prevelike za sedimentaciju. Obično moraju biti veće od 1 mikrometra. Čvrsta tvar je raspršena u fluidu mehaničkim utjecajem. Za razliku od koloida, suspenzija će se s vremenom sedimentirati. Primjer suspenzija bi bio pijesak u vodi. Čestice čvrste tvari su vidljive mikroskopom i sedimentirat će se s vremenom ako su ostavljene nesmetano. Koloidi i suspenzije se razlikuju od otopina u kojima otopljena tvar ne postoji kao čvrsta tvar, a otapalo i otopljena tvar su homogeno pomiješane. 
Suspenzija tekućih čestica ili finih čvrstih čestica u zraku se naziva aerosol. U atmosferi se oni sastoje od finih čestica prašine i čađe, morske soli, biogenih i vulkanskih sulfata, nitrata i kapljica vode.
Suspenzije se klasificiraju na osnovu disperzione faze i disperzione sredine gdje je ono prvo uobičajeno čvrsta tvar, a drugo može biti čvrsta, tekuća ili plinovita tvar.
U modernim kemijskim industrijskim postrojenjima, visoko-tehnološke miješalice se koriste za stvaranje mnogih novih suspenzija.
Suspenzije su, s termodimačkog pogleda, nestabilne, ali ipak mogu biti kinetički stabilne dugo vremena. Njihovo vrijeme sedimentacije mora biti precizno izmjereno da bi se mogla osigurati najbolja kvaliteta proizvoda. "Stabilnost suspenzije se očituje u njezinoj sposobnosti da odolijeva promjenama vlastitih svojstava tijekom vremena." - D.J. McClements.

## Destabilizacijski fenomeni suspenzije
Destabilizacije suspenzije se mogu podijeliti u dva glavna procesa:
1. Fenomen migracije - gdje različitost gustoća baze i raspršene tvari dovodi do razdvajanja zbog gravitacije. Sedimentacija se događa ako je raspršena tvar gušća od baze.
2. Fenomen povećanja veličine čestica - kada se raspršene čestice spajaju i dobivaju na volumenu. Tipovi ovog fenomena su :

Povratni (flokulacija)
Nepovratni (agregacija)

## Tehnika za praćenje fizičkih stabilnosti
Mnogostruko raspršenje svjetlosti spregnuto s vertikalnim skeniranjem je najraširenija tehnika za praćenje stanja suspenzije, zato što prepoznaje i kvantificira fenomen destabilizacije. Koristi se na koncentriranim suspenzijama bez razrjeđivanja. Kada svjetlo prolazi kroz suspenziju čestice čvrste tvari odbijaju svjetlost. Intezitet odbijene svjetlosti je proporcionalan količini i volumenu čvrste tvari u suspenziji. Dakle, lokalne promjene u koncentraciji (sedimentacija) i globalne promjene u koncentraciji (flokulacija i agregacija) se mogu pratiti i detektirati.

## Ubrzanje metode za predviđanje trajnosti suspenzije
Kinetički proces destabilizacije može biti dosta dug (čak i do nekoliko mjeseci ili godina za neke suspenzije) i često su potrebni katalizatori za ubrzavanje rastavljanja suspenzije da bi se postiglo kraće potrebno vrijeme za dizajn novog proizvoda. Termalne metode su najkorištenije i funkcioniraju tako što povećaju temperaturu za ubrzavanje destabilizacije suspenzije (ispod kritične temperature potrebne za kemijsku degradaciju). Temperatura utječe ne samo na gustoću suspenzije nego i na površinsku napetost u slučaju ne-ionskih površina, ili općenito govoreći, na interakcije sila unutar sustava. Čuvanje suspenzije na visokim temperaturama simulira uvjete iz stvarnog života (npr. tuba kreme za sunčanje ljeti), ali i ubrzava proces destabilizacije do 200 puta.
Mehaničko ubrzanje uključuje vibracije, djelovanje centrifugalne sile i mućkanje. Podvrgavaju suspenziju različitim silama, koje pritišću čestice, i tako pomažu u procesu razdvajanja. Neke se suspenzije nikada ne bi razdvojile pri normalnoj gravitaciji, stoga se koristi umjetna gravitacija. Štoviše, podjela različitih čestica se događa samo kada koristite centrifugalnu silu i vibracije.

## Svakodnevni primjeri
- Blato ili blatnjava voda
- Brašno otopljeno u vodi, kao na slici na vrhu
- Boja
- Prah krede u vodi
- Čestice prašine u zraku
- Alge u vodi
- Magla
- Tijesto za kolače